# Кета (подводная лодка)
«Кета» — опытовая российская полуподводная лодка конструкции С. А. Яновича, по официальной классификации миноносец. По сути представляла собой торпедный катер малой видимости. Относилась к категории малых подлодок, была одной из первых успешных подлодок этого класса и предназначалась для охраны побережья. «Кета» была построена в начальный период подводного кораблестроения, когда конструкторы не знали сложностей подводных лодок и считали возможным построить небольшую и дешёвую подлодку, способную утопить броненосец. Построена в 1904 году заводом «Лесснер» в Санкт-Петербурге. Использовалась в 1905 году во время русско-японской войны для охраны побережья на Дальнем Востоке. В начале 20 века были разработаны и построены полуподводные лодки лейтенанта С. А. Яновича: «Кэта», «вариант D» и «тип F».

## История

«Кета»

Проект опытового полуподводного судна небольшого водоизмещения был составлен преподавателем офицерских классов в Кронштадте С. А. Яновичем в начале 1904 года в разгар Русско-Японской войны. Проект был представлен на рассмотрение в Комитет по усилению флота на добровольные пожертвования и, несмотря на ряд возражений против него, был одобрен. На реализацию выделили 11 тысяч рублей, возложив ответственность за руководство работами на автора проекта. Заказ принял завод «Лесснер», причем для экономии средств решено было использовать корпус одной из субмарин Джевецкого. Вооружение лодки первоначально составили два внешних торпедных аппарата, стрелявшие торпедами конструкции самого Яновича. Двигателем служил автомобильный мотор, мощностью 14 лошадиных сил. Переход в полуподводное положение осуществлялся заполнением балластной цистерны, при этом выдвигалась шахта для подачи воздуха, служившая для вентиляции и двигателя, и отсеков.
Испытания лодки начались уже в конце июля 1904 года и прошли вполне успешно. Янович выступает с проектом более совершенного полуподводного судна, но, получив отказ, возвращается к опытному образцу.
На лодку устанавливают более мощный мотор и пушку Гочкисса, назначается экипаж. К боевым действиям лодка была готова в начале весны 1905 года. Тогда она была зачислена в списки действующего флота под названием «Кета» и отнесена к классу миноносцев, командиром стал сам изобретатель. На театр военных действий лодка вместе с экипажем была доставлена по железной дороге. Несла регулярную дозорно-сторожевую службу в районе Амурского лимана, при этом для обслуживания лодки и её транспортировки к месту службы Яновичу была выделена несамоходная баржа. 31 июля 1905 года три члена экипажа «Кеты» участвовали в отражении японского десанта на мысе Лазарева. Впоследствии «Кета», по некоторым источникам, попыталась атаковать два японских миноносца, производивших разведку на подступах к Николаевску-на-Амуре,
«но „Кета“ в это время находилась еще в незнакомых водах и, пойдя в атаку, села на мель в 5-6 каб. От неприятеля, сойдя, конечно, немедленно с мели, на поиски прохода через эту лежащую между мной и неприятелем банку было потрачено столько времени, что неприятель успел удалиться. После этого пришлось еще раз видеть неприятеля на горизонте»рапорт С.А.Яновича источник Рассол. И. Р. Полуподводные лодки лейтенанта С. А. Яновича. — Судостроение, 2005. — № 5. — С. 74—80.
 Эта атака считается одной из двух случаев боевого применения подводных лодок в русско-японской войне. Всего за кампанию 1905 года лодка без единой аварии прошла своим ходом более тысячи миль. В конце 1906 года Янович сдал командование лодкой лейтенанту Уньковскому и уехал в Петербург, а еще двумя годами позже лодку исключили из состава флота как технически непригодную к дальнейшей эксплуатации.